# Resolución 1927 del Consejo de Seguridad de las Naciones Unidas
La Resolución 1927 del Consejo de Seguridad de las Naciones Unidas, aprobada por unanimidad el 4 de junio de 2010, reafirmándose en las resoluciones anteriores 1908 (2010), 1892 (2009), 1840 (2008), 1780 (2007), 1743 (2007), 1702 (2006), 1658 (2006), 1608 (2005), 1576 (2004) y 1542 (2004); autorizó el incremento de 680 agentes en el marco de la Misión de Estabilización de las Naciones Unidas en Haití (MINUSTAH).
La resolución reconoció que el terremoto de enero de 2010 y la devastación que había producido, generaban nuevos retos y amenazas para el país, haciendo necesario que el MINUSTAH siguiera centrando su labor en garantizar la seguridad y estabilidad de Haití. Con el incremento de personal, la MINUSTAH pasó a estar compuesta por 8.940 efectivos militares entre tropa y oficiales, y 4.391 agentes de policía.